# Paul Plamper
Paul Plamper (narozen 1972, Ulm) je německý dramatik, autor rozhlasových her a režisér.

## Dílo
- 2010 Tacet (Ticho 2) (Tacet (Ruhe 2)), rozhlasová hra, V Českém rozhlasu realizováno v roce 2013, překlad: Zuzana Augustová, režie: Aleš Vrzák [1]